# Index seminum
Es denomina amb el nom en llatí d''Index seminum ("índex de llavors") a un catàleg de llavors en format 14,6 x 21 cm. (A5), que preparen els jardins botànics de les llavors que tenen disponibles ("banc de germoplasma") de les plantes que alberguen, i que s'ofereix anualment als jardins botànics de tot el món (més de 1000 institucions de 48 països), amb la intenció d'establir un intercanvi lliure i gratuït.

### Conservació Internacional
- El Pla d'Acció global per la Conservació i Ús Sostenible de Plantes de Fonts Genètiques pel Menjar i l'Agricultura Arxivat 2007-09-29 a Wayback Machine. (anglès)